# Hunyad megye
Hunyad megye (románul: Județul Hunedoara) közigazgatási egység Romániában, az Erdély régióban, a Nyugat-romániai fejlesztési régió területén. 7063 km2-es területével Románia 24. legnagyobb megyéje, mely az ország teljes területének mintegy 2,27%-át adja. Emellett közel 361 ezer fős lakosságával Románia 22. legnépesebb közigazgatási egysége, ezzel az ország népességének 2,03%-ával rendelkezik, népsűrűsége az országos átlag alatt van. Hunyad megye 2009-ig része volt a Duna-Körös-Maros-Tisza Eurorégiónak.
Keletről Fehér megye és Vâlcea megye, délről Gorj megye, nyugatról pedig Krassó-Szörény megye, Temes megye és Arad megye határolja. Székhelye Déva, amely főként a középkori dévai várról híres, amely egy vulkanikus dombon áll és jelentős történelmi szerepet játszott. Emellett a város ismert a dévai Szent Ferenc Alapítványról, amelyet Böjte Csaba ferences szerzetes hozott létre hátrányos helyzetű gyermekek megsegítésére. Emellett a megye jelentős városai közé tartozik Vajdahunyad, ami a híres vajdahunyadi vár otthona, mely a legszebb gótikus várkastélyok egyike, Petrozsény, a Zsil-völgyi bányavidék központja, egykor jelentős szénbányászati terület, illetve Piski, ami fontos vasúti csomópont és kertészeti központ, fontos csatahelyszín volt az 1848-49-es szabadságharc idején.
Románia délnyugati részén, Erdélyben található, és változatos domborzattal rendelkezik. Területének nagy részét a Déli-Kárpátok hegyvonulatai borítják, köztük a Retyezát-hegység, amely Románia egyik legszebb és legmagasabb hegysége. A megye északi és középső részén dombságok és völgyek találhatók, míg délen a Zsil-folyó völgye húzódik. A legjelentősebb folyók a Maros, a Zsil és az Aranyos, amelyek fontos szerepet játszanak a megye vízhálózatában. A Retyezát Nemzeti Park természeti értékei, gleccsertavai és gazdag élővilága miatt kiemelkedő. Hunyad megyében jelentős ásványkincsek találhatók, például vasérc és arany, amelyek évszázadokon át meghatározták a térség gazdaságát. Az éghajlat mérsékelt kontinentális, a hegyvidéken hűvösebb és csapadékosabb időjárással.
Területe már az ókorban is lakott volt, a dákok és a rómaiak egyaránt jelentős településeket hoztak itt létre. A római korban Apulum (mai Gyulafehérvár) és Sarmizegetusa Regia, a dák főváros is a térség közelében helyezkedett el. A középkorban Hunyad megyét magyar és szász telepesek népesítették be, és fontos várak, például Vajdahunyad vára épültek itt. A 15. században Hunyadi János, a híres hadvezér és kormányzó, innen származott, és a törökök elleni harcok egyik központjává tette a vidéket. A Habsburg uralom alatt a megye bányászata és ipara fellendült, különösen a Zsil-völgyi szénbányászat révén. Az 1848–49-es forradalom idején több csata zajlott a térségben, és a 20. században is fontos ipari központ maradt. Trianon után Hunyad megye Romániához került, és a kommunista időszakban nehézipari központtá vált. A rendszerváltás után az ipar visszaesett, de a térség turizmusa, különösen a Retyezát Nemzeti Park és a történelmi emlékek révén, jelentős maradt.

Hunyad megye elhelyezkedése Románia területén

## Nevének eredete
Neve valószínűleg egy magyar személynévből származik, amely feltehetően az első ispán nevét őrzi.

## Földrajz

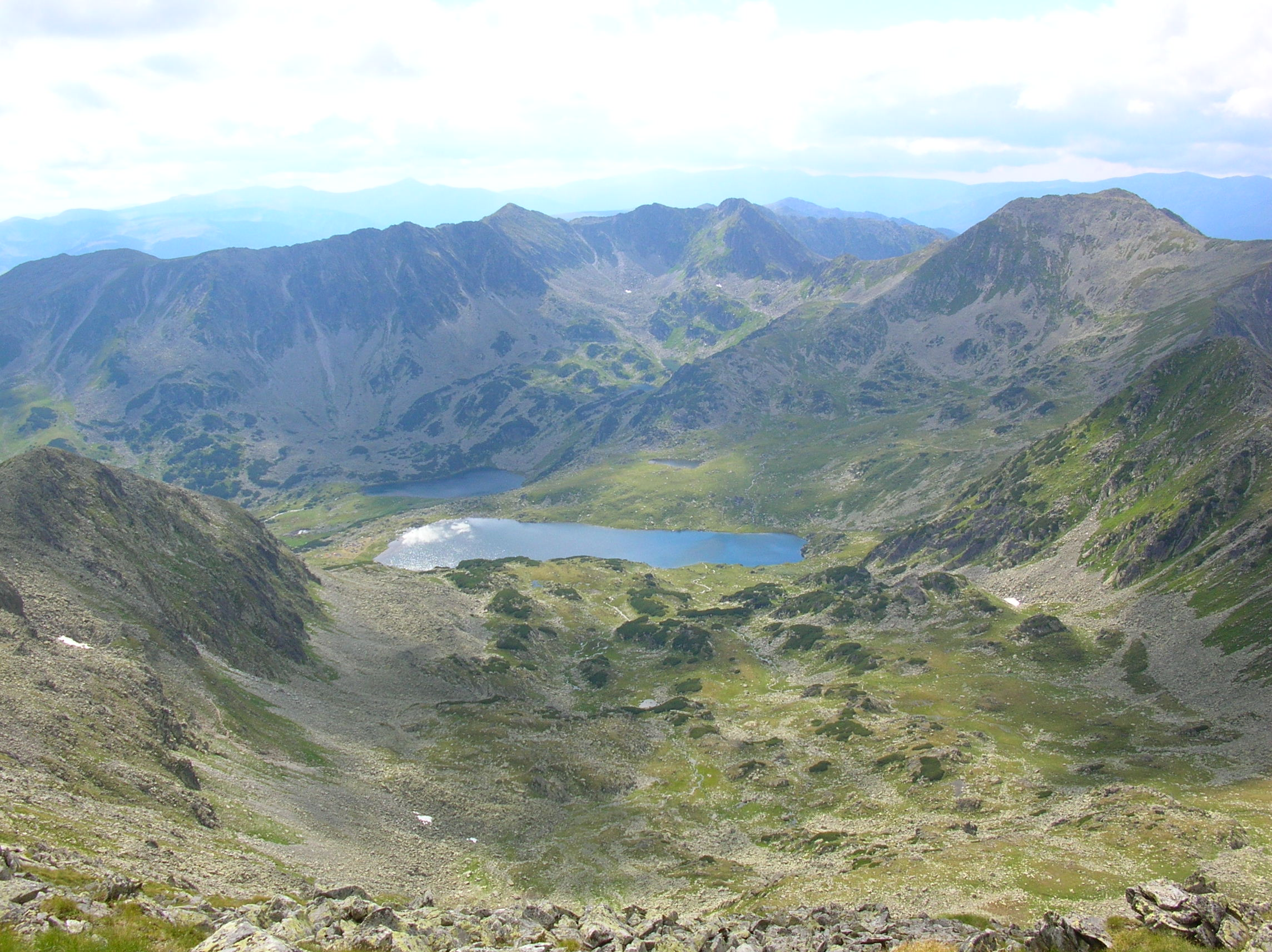
A Bukura-tó a legnagyobb tengerszem a Retyezát-hegységben

A megye területe 7 063 km². A domborzat nagy részét hegyek teszik ki, amelyeket a Maros választ ketté keletről nyugatra haladva. Északon helyezkedik el az Erdélyi-középhegység (Erdélyi-érchegység, Bihar-hegység), délen a Déli-Kárpátok (Páring-hegység, Surján-hegység, Retyezát-hegység, Godján-hegység és a Ruszka-havas). A Maros, a Fehér-Körös és ezek mellékfolyói széles völgyeket képeznek. Jelentős a megye déli részén található Hátszegi- és Petrozsényi-medence. Délen a Zsil völgyén keresztül könnyedén át lehet jutni Olténiába.
Legmagasabb pont: Nagy-Páring (2519 m), Páring-hegység.

## Turizmus
A Retyezát Nemzeti Park és más festői tájak miatt Hunyad megye a legszebb romániai megyék egyike. A Szászvárosi-havasokban található dák erődítmények a Világörökség részét képezik.

## Gazdaság
Hunyad megye ipara a környék bányászatával van összeköttetésben. A hegyekben ősidők óta fémeket és szenet bányásznak. Nagy ipari komplexumok vannak Vajdahunyadon. A megyében van az egyik legnagyobb hőerőmű. Fontosabb iparágak: fémipar, építőanyagipar, textilipar, bányászat, élelmiszeripar. Az 1990-es években több bányát bezártak, ezzel Hunyad megyében maradt a legnagyobb munkanélküliség (9,6%) Romániában. (Az országos átlag 5,5% volt.)

## Demográfia

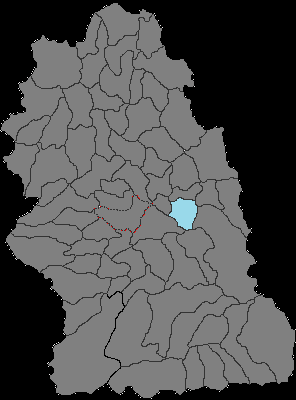
A magyar nemzetiségűek aránya Hunyad megyében a 2011-es népszámlálás adatai szerint. Kék = magyar kisebbség 10 - 20% között, szürke = magyar kisebbség 10% alatt.

2007-ben 472 284 lakosa volt, a népsűrűség 66,9 fő/km². A lakosság 92%-a román, 5%-a magyar, 2%-a cigány és 1%-a német. A városi lakosság aránya 76,8%.
A 2011-es népszámlálás adatai szerint a 418 565 lakos 87,9%-a román, 5,8%-a magyar, 1,8%-a roma volt. A városi lakosság aránya 75,0%-ra csökkent.
A magyarok száma 2011-ben kb 25 ezer fő volt. A Zsil folyó völgyében az iparosítás során sok embert (köztük magyarokat) hoztak Románia más részeiből a környék bányáiba. A magyarok egy másik jelentős csoportja a XX. század elején idetelepített csángók. Jelentős magyarlakta települések: Déva, Vajdahunyad, Csernakeresztúr, Lozsád, Sztrigyszentgyörgy, Petrozsény, Lupény, Vulkán. 
Hunyad megye népességének változása (a megye mai területére számítva):

## Turizmus

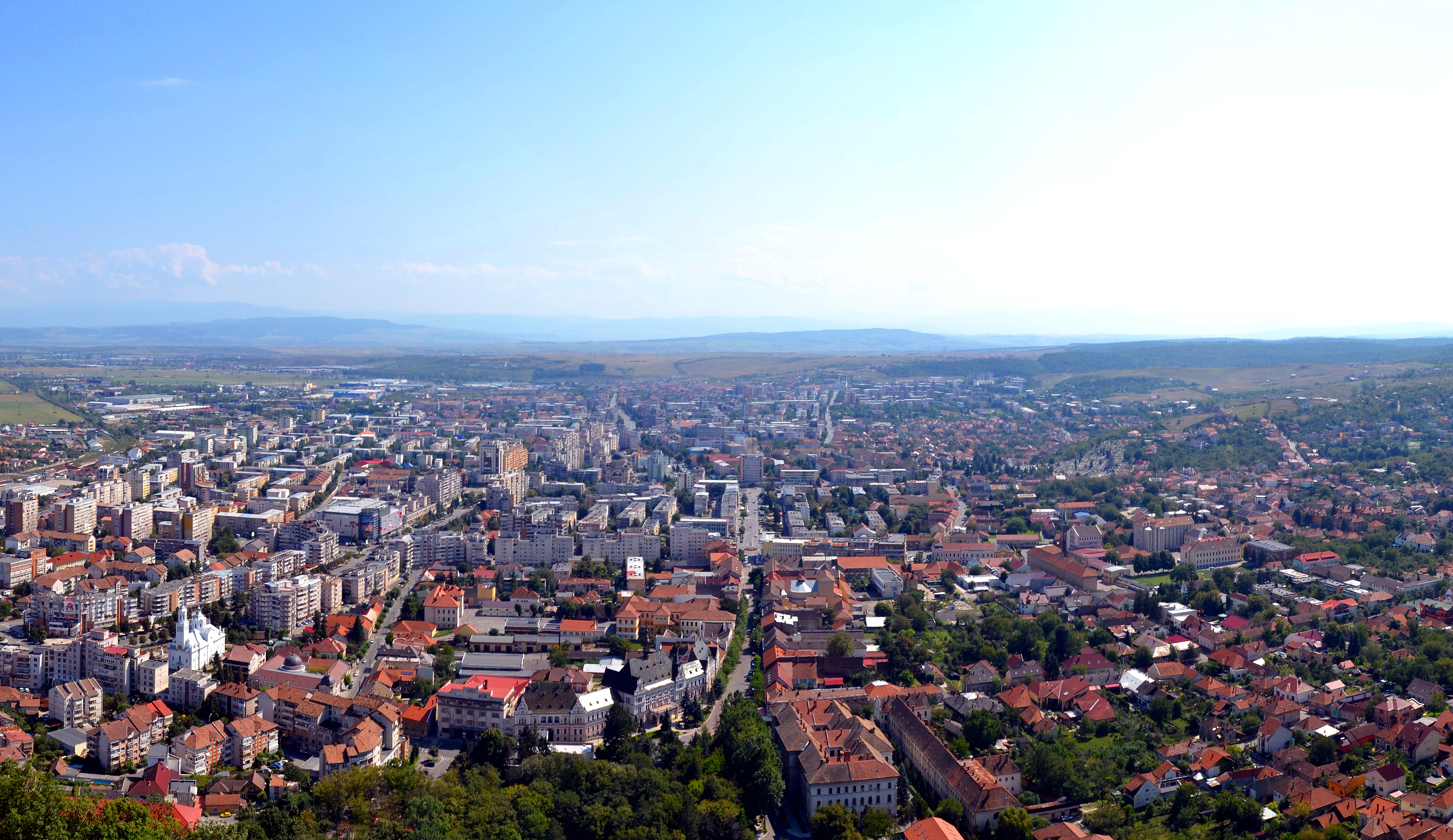
Déva, a megyeszékhely
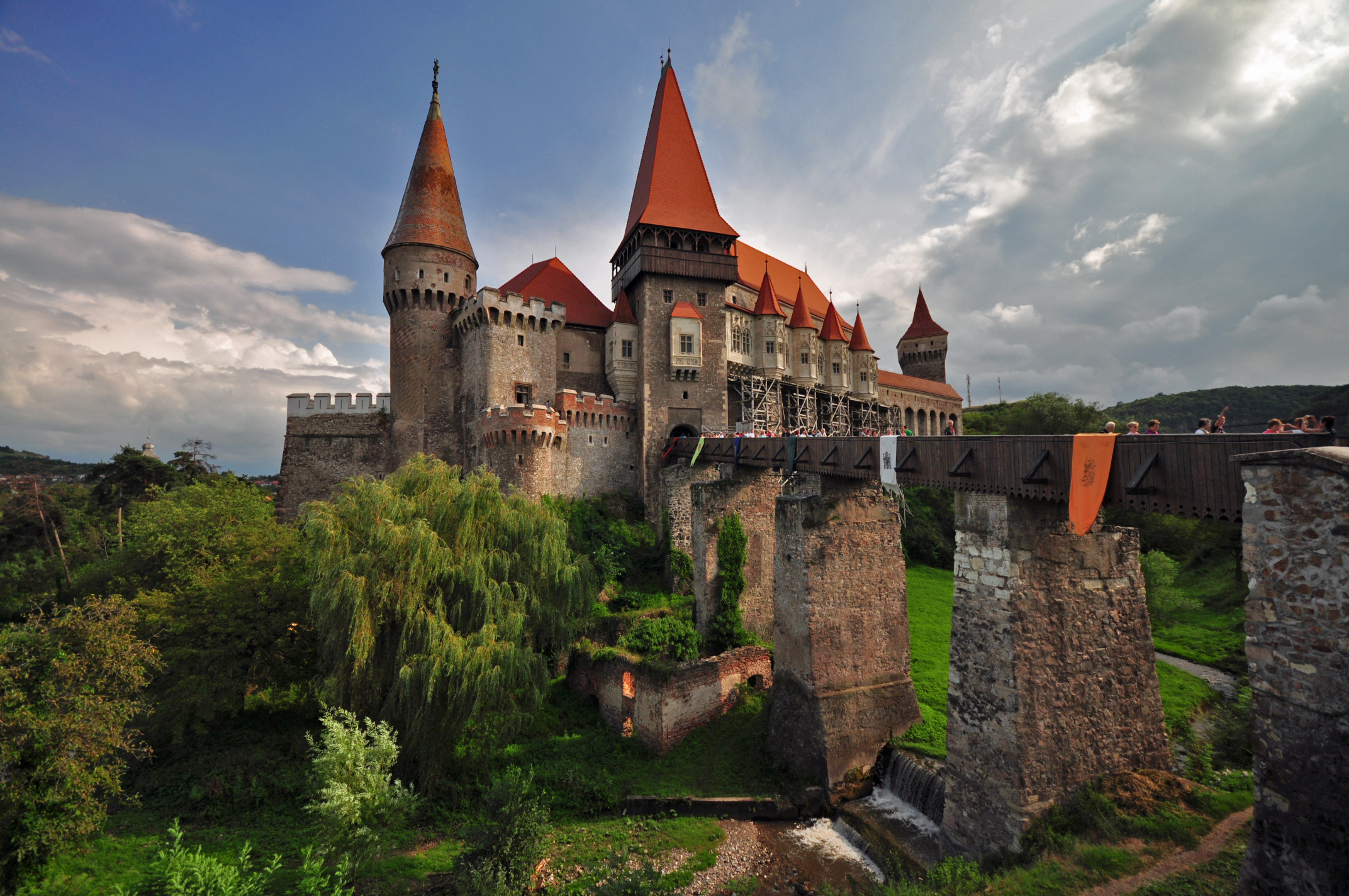
A vajdahunyadi vár
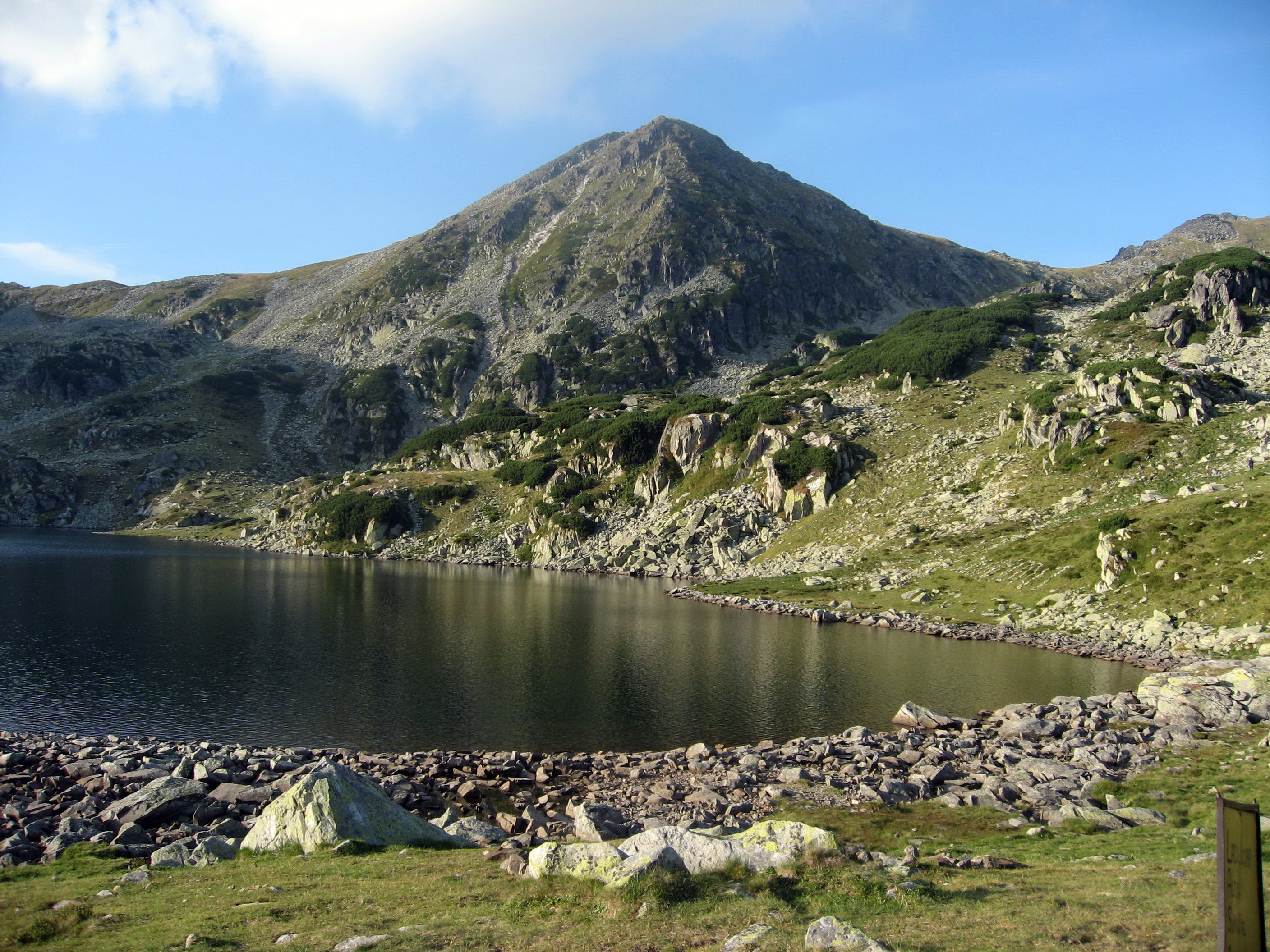
Bukura-tó
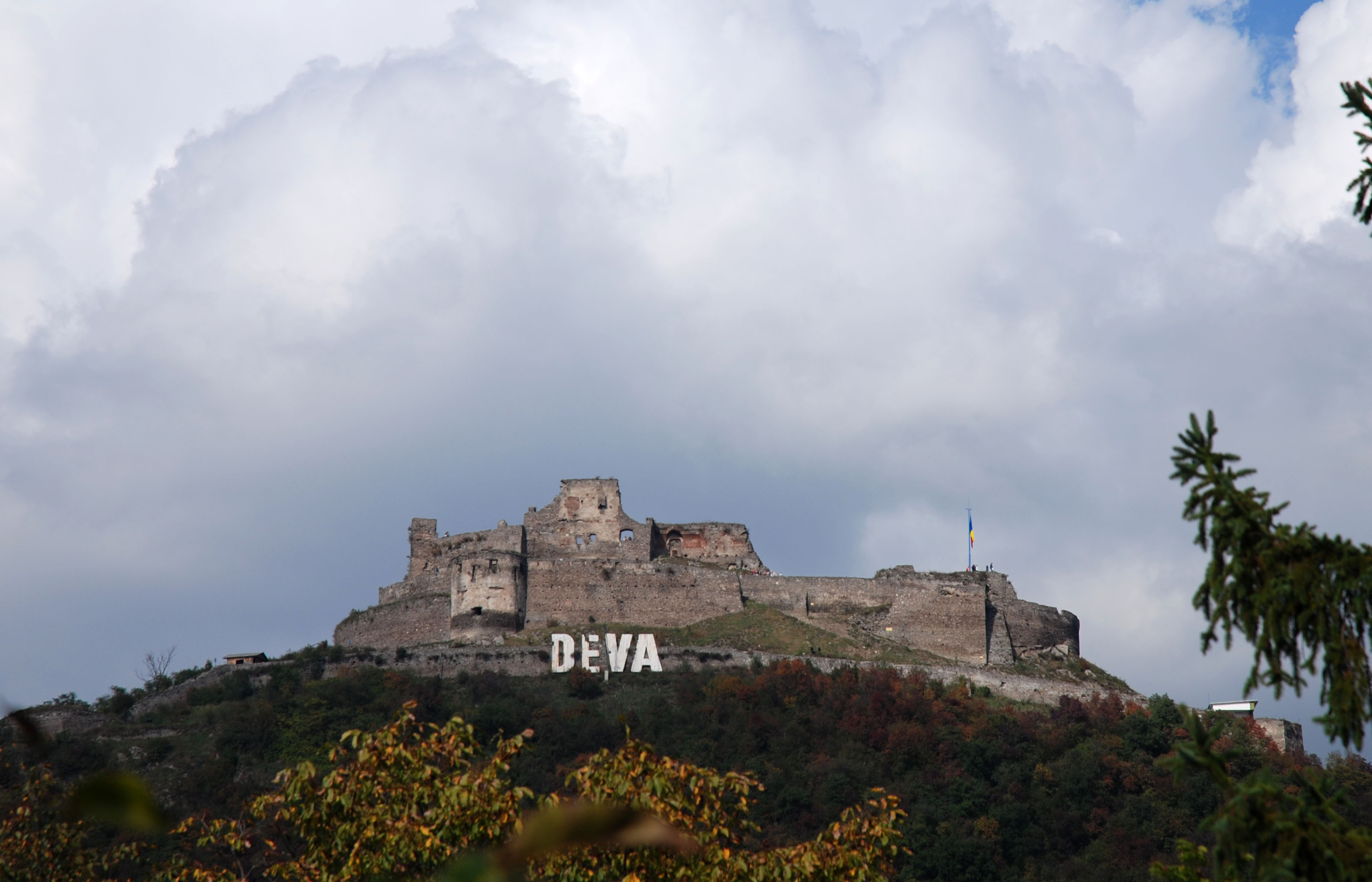
Déva vára
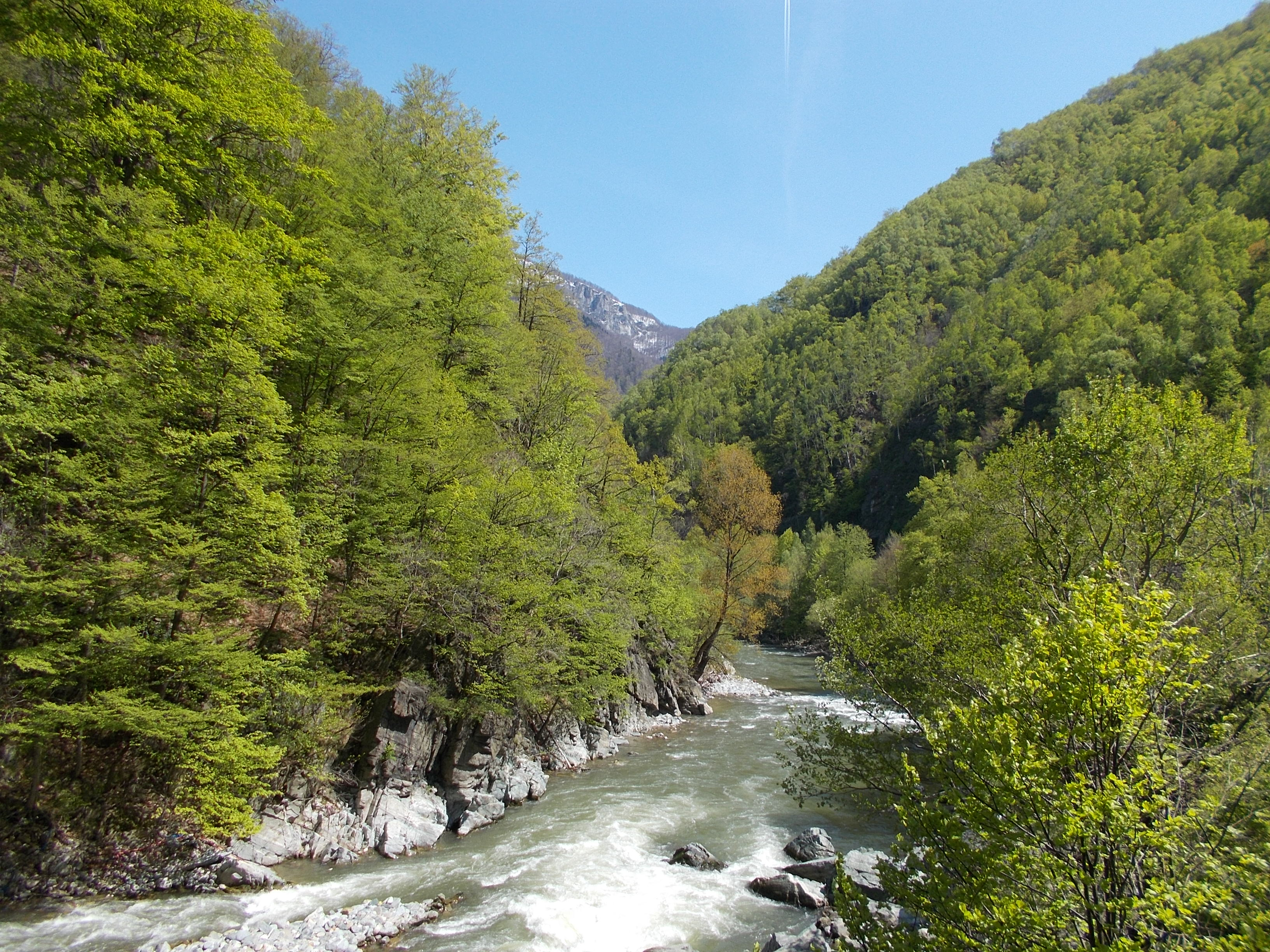
Zsil-völgy Nemzeti Park

## Közigazgatási beosztása
A megyében 2007. július 1-jén 14 város és 55 község, a falvakkal együtt összesen 487 település található. A 14 város közül hét municípium – Déva, Vajdahunyad, Brád, Szászváros, Petrozsény, Vulkán, Lupény –, a maradéki hét város pedig Hátszeg, Petrilla, Pusztakalán, Piski, Hobicaurikány, Aninósza és Algyógy.

### Legnagyobb települések

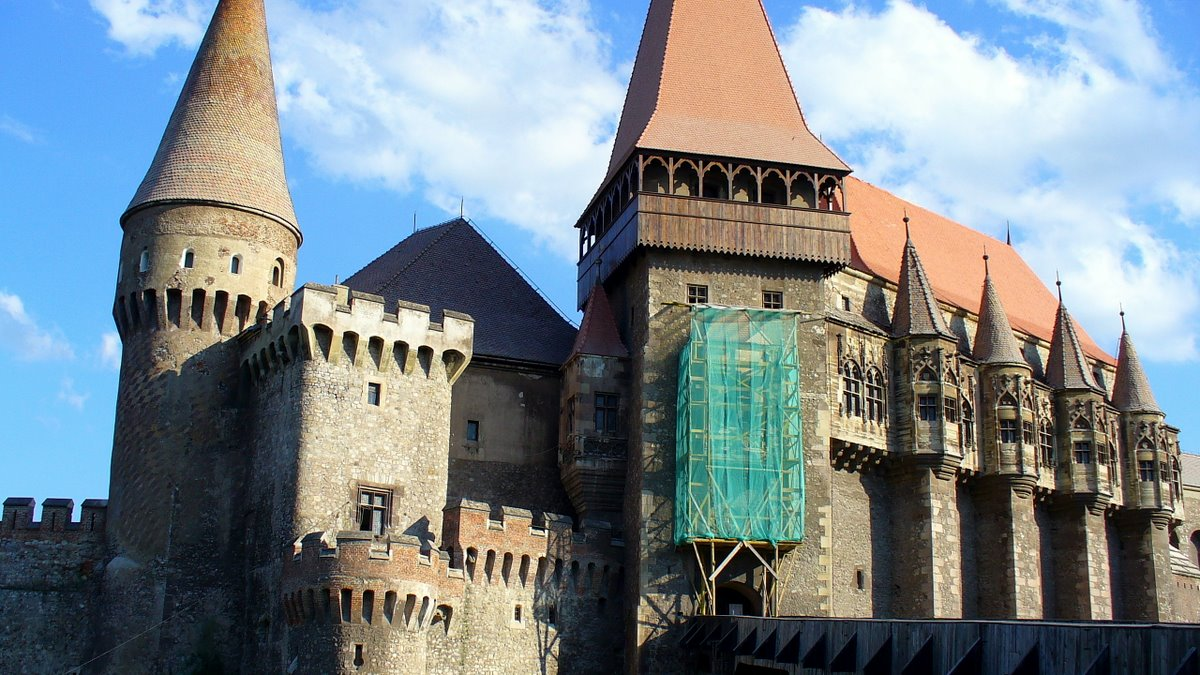
A vajdahunyadi vár

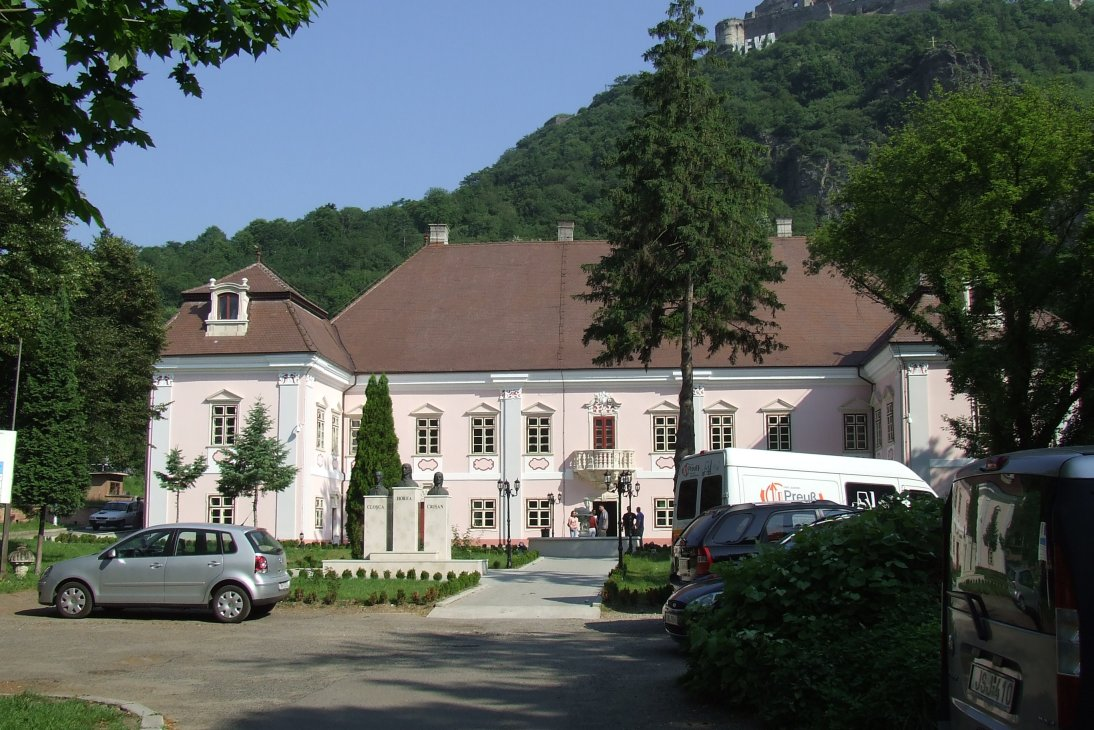
A dévai Magna Curia (Bethlen-kastély)

| Település     | Lakosság (fő, 2011) |  |
| Déva          | 61 123              |  |
| Vajdahunyad   | 60 525              |  |
| Petrozsény    | 37 160              |  |
| Vulkán        | 24 160              |  |
| Lupény        | 23 390              |  |
| Petrilla      | 22 692              |  |
| Szászváros    | 18 227              |  |
| Brád          | 14 495              |  |
| Piski         | 12 556              |  |
| Pusztakalán   | 11 279              |  |
| Hátszeg       | 9 685               |  |
| Hobicaurikány | 8 972               |  |